# Record of Lodoss War
Record of Lodoss War (яп. ロードス島戦記 Ро:досу то: сэнки) — серия романов Рё Мидзуно, выпускавшихся с 1988 года и позднее адаптированных для манги, аниме-сериалов и компьютерных игр. Основой как сюжета романов, так и для образов главных героев послужила настольная ролевая игра, разработанная в системе Sword World RPG (японском аналоге Dungeons & Dragons), где Мидзуно был мастером. В этом же мире Форселии происходит действие Legend of Crystania и Rune Soldier.

## Сюжет

### OVA
Стечением обстоятельств парень Парн оказывается втянутым в войну между тёмным островом Мармо и государствами Лодосса (главным образом Валиса). На своём пути он встречает других «искателей приключений», каждый из которых обладает собственными амбициями, желаниями и целями. Герои объединяют свои усилия, чтобы положить конец бойне, учинённой солдатами Мармо на их родной земле. Они и не подозревают, что кровавая война лишь прелюдия драматических событий, от исхода которых зависит не только покой Лодосса, но участь всего мира.

### Сериал
Сюжет следует третьему и четвёртому тому оригинального романа и представляет собой альтернативную концовку OVA, заменяя 9—13 серии. События начинаются спустя 5 лет после смерти одного из ключевых персонажей, а все последовавшие вырезаются. За прошедшее время Парн набирается опыта и становится известнейшим рыцарем острова Лодосс. История начинается с того, что Ашрам убивает древних драконов, пытаясь найти среди их сокровищ Скипетр Власти — ключ к объединению Лодосса. Намереваясь не допустить, чтобы столь могущественное оружие попало в его руки, Парн, Дидлит, Орсон и Ширис начинают готовиться к очередному испытанию. Во второй части, являющейся адаптацией томов с пятого по седьмой, 10 лет спустя, появляется новое поколение героев: Спарк, мечтающий о титуле рыцаря, и Нис младшая, являющаяся порталом, через который в этот мир должна прийти Разрушительница.

## Персонажи
Парн (яп. パーン Па:н) — деревенский юноша, сын Тессиуса, бывшего рыцаря Святого Ордена Валиса. В наследство отец оставил Парну свой меч, доспех и непреодолимое стремление защищать родную землю.
Сэйю: Такэси Кусао, Нобутоси Канна
Дидлит (яп. ディードリット Ди:доритто) — высший эльф. Встретив Парна, решает присоединиться к его путешествию. В OVA Вагнард пытается принести её в жертву, дабы возродить Кардис, богиню разрушения.
Сэйю: Юми Тома, Сихо Ниияма, Дзюнко Нода, Юко Миямура
Гим (яп. ギム Гиму) — гном, старый друг Слэйна. Пообещал Нис, священнице Марфы, спасти её дочь, Лэлию. 
Сэйю: Ёсисада Сакагути
Это (яп. エト Это) — странствующий священник Фариса, друг детства Парна.
Сэйю: Каппэй Ямагути
Слэйн (яп. スレイン Сурэйн) — чародей и мудрец. Влюбляется в Лэлию.
Сэйю: Хидэюки Танака, Мицуру Миямото
Вудчак (яп. ウッドチャック Уддотякку) — вор, родом из Каннона. Попал в заключение в крепости Аллании, откуда был «вызволен» Парном, в благодарность присоединяется к героям.
Сэйю: Норио Вакамото
Карла (яп. カーラ Ка:ра) — единственная выжившая из королевства волшебников Кастуул. После того, как её страна была разрушена в результате магического эксперимента, поклялась поддерживать баланс сил на Лодоссе, считая, что сосредоточение власти — путь к разрушению. Обрела бессмертие, вселяясь в других людей. После изгнания из тела Лэлии, пользуется телом Вудчака. Имеет прозвище Серая Ведьма. Участвовала в подвиге Шести Героев.
Сэйю: Ёсико Сакакибара, Рэй Игараси
Фан (яп. ファーン Фа:н) — король Валиса, один из Шести Героев, победивших великого Демона.
Сэйю: Осаму Сака
Кашуэ (яп. カシュー Касю:) — король Флейма, пустынного государства. Именуется королём наёмников за то, что объединил враждующие племена и создал тем самым своё государство.
Сэйю: Сюити Икэда, Дзёдзи Наката
Ворт (яп. ウォート Во:то) — вероятно, самый старый и мудрый чародей Лодосса. Старается не вмешиваться в мирские дела, за исключением случаев, когда Лодоссу грозит смертельная опасность, как, например, великий Демон.
Сэйю: Тамио Оки
Белд (яп. ベルド Бэрудо) — император Мармо, ещё один из Шести. Мечтает покорить весь Лодосс, ради чего готов воевать со старыми друзьями.
Сэйю: Таро Исида
Ашрам (яп. アシュラム Асюраму) — правая рука Белда, капитан королевской стражи, по совместительству полководец императора. После гибели Белда получает его трон и Меч Демонов. Очень амбициозен, что вкупе с преданностью павшему императору толкает его к продолжению его дела. Испытывает смешанные и противоречивые чувства к Пиротесс.
Сэйю: Акира Камия, Сё Хаями
Вагнард (яп. バグナード Багуна:то) — тёмный маг, служащий Белду. После гибели властелина Мармо замыслил воскресить Кардис.
Сэйю: Такэси Аоно, Тикао Оцука
Пиротесс (яп. ピロテース Пиротэ:су) — тёмная эльфийка, служит императору Белду, влюблена в Ашрама.
Сэйю: Сакико Тамагава, Кумико Нисихара
Ширис (яп. シーリス Си:рису) — девушка-наёмник, из-за маленького казуса встречает Парна неподобающим образом.
Сэйю: Минами Такаяма, Ю Асакава
Орсон (яп. オルソン Орусон) — наёмник, друг Ширис. Одержим духом ярости, в сильном гневе превращается в берсерка.
Сэйю: Сё Хаями, Нобуюки Хияма
Спарк (яп. スパーク Супа:ку) — молодой амбициозный воин из Флейма, мечтающий стать рыцарем. Король Кашуэ считает его своим возможным преемником и не хочет подвергать опасности. В ходе испытаний вспыльчивый Спарк становится зрелым и ответственным. Равняется на Парна, которому напоминает дни стремительной юности.
Сэйю: Кэндзи Нодзима
Нис младшая (яп. ニース Ни:су) — 13-летняя дочь Слэйна и Лэлии, одержимая духом Нанил. Играет роль Дидлит для Спарка. С её помощью Вагнард пытается воскресить Кардис.
Сэйю: Тиэ Исибаси

## Романы
- Record of Lodoss War:

1. The Grey Witch (яп. 灰色の魔女 Хаииро но Мадзё), 1988
2. The Fire Demon (яп. 炎の魔神 Хоно: но Мадзин), 1989
3. The Demon Dragon of Fire Dragon Mountain (Part 1) (яп. 火竜山の魔竜 (上) Хи Тацуяма но ма рю: (уэ)), 1990
4. The Demon Dragon of Fire Dragon Mountain (Part 2) (яп. 火竜山の魔竜 (下) Хи Тацуяма но ма рю: (сита)), 1990
5. The Kings' Holy War (яп. 王たちの聖戦 О:тати но сэизэн), 1991
6. The Holy Knights of Lodoss (Part 1) (яп. ロードスの聖騎士(上) Ро:досу но хидзири киси (уэ)), 1991
7. The Holy Knights of Lodoss (Part 2) (яп. ロードスの聖騎士(下) Ро:досу но хидзири киси (сита)), 1993

- High Elf Forest: Deedlit's Tale (яп. ハイエルフの森 ディードリット物語 Хаи эруфу но мори Ди:доритто моногатари), 1995[17]
- The Black Knight (яп. 黒衣の騎士 Кокуи но киси), 1995[18]
- Legend of Lodoss (яп. ロードス島伝説 Ро:досу сима дэнсэцу):

1. Prince of the Exiled Kingdom (яп. 亡国の王子 Бо:коку но О:дзи), 1994[19]
2. Knight in the sky (яп. 天空の騎士 Тэнку: но киси), 1996[20]
3. Glory to the brave (яп. 栄光の勇者 Эико: но ю:ся), 1997[21]
4. Legendary hero (яп. 伝説の英雄 Дэнсэцу но эию:), 1998[22]
5. Holy Supreme God (яп. 至高神の聖女 Сико:гами но сэидзё), 2002[23]

- Record of Lodoss War Next Generation (яп. 新ロードス島戦記 Син Ро:досу симасэнки):

1. Demonic beast in the dark forest (яп. 闇の森の魔獣 Ями но мори но мадзу:), 1998[24]
2. New Demon Empire (яп. 新生の魔帝国 Синсэи но ма тэикоку), 2001[25]
3. Black winged evil dragon (яп. 黒翼の邪竜 Куро цубаса но ёкосима рю:), 2001[26]
4. Fateful demon ship (яп. 運命の魔船 Унмэи но ма сэн), 2004[27]
5. Doomsday evil religion (Part 1) (яп. 終末の邪教（上） Сю:мацу но дзякё: (уэ)), 2005[28]
6. Doomsday evil religion (Part 2) (яп. 終末の邪教（下） Сю:мацу но дзякё: (сита)), 2006[29]

- Record of Lodoss War: The Pledged Diadem (яп. ロードス島戦記 誓約の宝冠 Ро:досу то: сэнки сэияку но хо:кан), с 2019[30][31]

## Манга
- The Lady of Pharis (яп. ファリスの聖女 Фарису но Сэидзё), 1991—2001, 2 тома, ил. Акихиро Ямада[32]
- The Demon of Flame (яп. 炎の魔神 Хоно: но Мадзин), 1993—1994, 2 тома, ил. Аюми Сайто[33]
- The Grey Witch (яп. 灰色の魔女 Хаииро но Мадзё), 1994—1998, 3 тома, ил. Ёсихико Оти[34]
- Legend of Crystania: First-time Adventurers (яп. レジェンド・オブ・クリスタニア　はじまりの冒険者たち Рэдзэндо обу Курисутаниа хадзимари но бо:кэнсатати), 1995, 3 тома, ил. Акира Химэкава[35]
- Welcome to Lodoss Island! (яп. ようこそロードス島へ! Ё:косо Ро:досу сима э!), 1995—1999, 3 тома, ил. Рэй Хякуясики[36]
- Chronicles of the Heroic Knight (яп. 英雄騎士伝 Эию: Киси-дэн), 1998—2000, 6 томов, ил. Масато Нацумото[37]
- Deedlit's Tale (яп. ディードリット物語 Ди:доритто Моногатари), 1998, 2 тома, ил. Сэцуко Ёнэяма[38]
- The Grey Witch (яп. 灰色の魔女 Хаииро но Мадзё), 2013—2015, 3 тома, ил. Томомаса Такума[39]
- The Crown of the Covenant (яп. 誓約の宝冠 Сэияку но хокан), 2020—2021, 3 тома, ил. Ацуси Судзуми[40][41]

## Компьютерные игры
- Record of Lodoss War (PC 98, MSX) 1988
- Record of Lodoss War — Fuku Zinduke (X68000) 1991
- Record of Lodoss War — Haiiro No Majio (X68000/PC Engine) 1991, 1992
- Record of Lodoss War 2 — Goshiki No Maryu (X68000/PC Engine) 1992, 1994
- Record of Lodoss War (Sega Mega-CD) 1994
- Record of Lodoss War (SNES) 1995
- Record of Lodoss War: Eiyuu Kishiden (Game Boy Color) 1998
- Record of Lodoss War: Advent of Cardice (Dreamcast) 2000[42][43][44]
- Record of Lodoss War: Successor of the Legend (браузерная TCG) 2012[45]
- Record of Lodoss War Online (PC MMORPG) 2016[46][47]
- Record of Lodoss War -Deedlit in Wonder Labyrinth- (PC, PlayStation 4, PlayStation 5, Xbox One, Xbox Series X/S, Nintendo Switch — 2D метроидвания) 2021[48][49]

31 августа 2022 года компания D4 Enterprise  выпустила переиздание Record of Lodoss War Chronicle, где присутствовали 14 игр, выходивших с 1988 по 1995 годы, включая Sword World, для запуска на  Windows 8.1, Windows 10 и Windows 11.

## Музыка
Саундтрек к OVA вышел в трёх частях от Victor Entertainment в 1990—1992 годах. Композитором стал Мицуо Хагита.
Начальная композиция:
1. «Adèsso e Fortuna ~honō to eien~», в исполнении sherry (Идзуми Като), музыка и слова — Акино Араи, аранжировка — Мицуо Хагита. Араи спела на английском языке под названием «Eternity».

Завершающая композиция:
1. «Kaze no Fantasia», в исполнении sherry, музыка и слова — Каору Ито, аранжировка — Мицуо Хагита

Саундтрек к сериалу выпускался также на трёх дисках в 1998 году. Основную музыку написал Каору Вада.
Начальная композиция:
1. «Kiseki no Umi ~Sea of Miracles~», в исполнении Мааи Сакамото, музыка и аранжировка — Ёко Канно, слова — Юхо Ивасато

Завершающая композиция:
1. «Hikari no Suashi», в исполнении Тиэ Исибаси (Савагути), музыка и слова — Акино Араи, аранжировка — Хисааки Хогари

## Выпуск на видео
Record of Lodoss War впервые вышел на 6 VHS и LaserDisc от Victor Entertainment в 1990–1991 годах. В США c 1994 года видеокассеты издавала Central Park Media. Затем в продажу поступили DVD. Издание 2002 года на двух дисках было в формате 1,33:1 (4:3) и со звуком Dolby Digital 2.0. Дополнительные материалы включали кадры с фанатского конвента, галерею изображений, профили персонажей, информацию об актёрах озвучивания, сценарий, фильм о производстве.
В то время активно продвигалась кинотрилогия «Властелин колец», полностью затмившая Лодосс, но в анимационном мире OVA продолжала оставаться влиятельной, как Mobile Suit Gundam для меха. Поскольку автор ещё не закончил первый роман, то во второй половине сериала без чёткого сюжета история начинает извиваться. Финал исправляет ошибки в повествовании и делает просмотр очень интересным, возвращаясь к трагедии и высокому фэнтези. Во многом успех обязан дизайну персонажей Ютаки Идзубути. При большом повороте камеры изображение слегка дёргается. Хотя анимация ограничена и отсутствует реальное движение, каждый кадр представляет собой произведение искусства со сложными линиями, яркими цветами и множественными затенениями. Качество видео действительно лучше, чем предыдущие выпуски. Иногда это выглядит как ожившая иллюстрация Ёситаки Амано. В отличие от многих других фэнтезийных аниме с элементами современности, мир Лодосса полностью средневековый, вызывающий желание бросить кости. Его дополняет подходящий для ролевой игры отличный саундтрек Мицуо Хагиты. Японская озвучка живее английской, но тоже заурядная. На каждом диске разный дизайн меню. Самым интересным является 6-минутный трейлер на английском языке, который был сделан японцами для продажи американскому дистрибьютору. Там говорится о потенциальной международной привлекательности сериала. Наиболее примечательным является восстановление исходных названий и краткое содержание следующих серий, которые отсутствовали с момента выхода на VHS.
В 2009 году Central Park Media закрылась по причине банкротства из-за мирового экономического кризиса. Media Blasters в 2012 году объявила о планах нового издания, но ничего не получилось. Только в 2017 году лицензию на OVA и сериал приобрела Funimation, которая выпустила Record of Lodoss War на DVD и Blu-ray. Благодаря этому доступ получили потоковые сервисы Wakanim, Crunchyroll и Amazon Prime Video.

японское издание на Blu-ray

В Японии в 2013 году Kadokawa издала 2 Blu-ray в формате 1,33:1 и со звуком LPCM 2.0. 28 место в чарте Oricon. Это уже была реставрация с оригинальной 35-мм киноплёнки. Качество превосходит обычное изображение, потому что взято с телекинопроектора. Но ввиду того, что аниме произведено в 1990 году, есть неприглядные детали вроде мерцания, освещения и цветовой гаммы, которые не соответствуют современным стандартам цифрового вещания. Также прилагается буклет на 196 страницах, в том числе авторские иллюстрации к роману, информация о создании OVA, карта Лодосса, интервью, рисунки из журнала Newtype, лазердисков и DVD, наброски Ютаки Идзубути и режиссёра анимации Нобутэру Юки. Именно отсюда взято видео для Funimation.
Record of Lodoss War: Chronicles of the Heroic Knight были выпущены Bandai на 9 VHS и LaserDisc в 1998–1999 годах. Также Central Park Media в 2000 году издала 4 DVD. Японский комплект переиздавался в 2012 году в серии Emotion the Best. Видео представлено в полноэкранном формате 1,33:1. Есть незначительные зернистость, размытие и проблемы с артефактами, но это не отвлекает. Цвета яркие, насыщенные чёрным. Английский и японский звук идёт в Dolby Digital 2.0. Английский дубляж выглядит неплохо, но неестественно, учитывая, что оригинал тоже не выдающийся. Диалоги чёткие и чистые без каких-либо искажений. Субтитры в наличии. Музыка тоже была хорошей. Дополнения на первом диске включали трейлеры Legend of Lemnear, Guardian of Darkness, Wrath of the Ninja, «Рубаки» и Photon, 10 эскизов и профили персонажей, иллюстрации, сценарий, предварительный просмотр. Лучшим в комплекте стал короткий буклет с материалами о Лодоссе (последовательная связь серии, временная шкала, эльфийские расы, список различной магии, драконов и прочее). Что вызвало жалобы, так это короткометражки «Добро пожаловать на остров Лодосс!» в конце каждой серии, где присутствовали деформированные тиби-версии главных героев с частушками «Давай-давай, Парн!» и его переодеванием в костюм Дидлит. Некоторым они показались забавными, других раздражали.
Издание Funimation 2017 года представляет собой коробку чёрного цвета, куда вложены 2 Blu-ray с OVA и 6 DVD сериала. Субтитры были переделаны в соответствии с новыми стандартами перевода. Звук Dolby TrueHD 2.0 только у первого набора. Дополнения особо не выделялись — превью, рекламные ролики и трейлеры, а также опенинг и эндинг.

## Отзывы и критика
Сюжет OVA разворачивается после войны между богами, а герои (рыцарь, эльф, гном, волшебник, клерик и вор) объединяются как в Dungeons & Dragons. Гим — дань уважения «Властелину колец». Ранние годы чародея Ворта показаны в спин-офф манге Record of Lodoss War: The Lady of Pharis. В конце истории кажется, что зло было остановлено и молодой Парн завершил свой путь к зрелости. Злодеи достаточно мрачны и смертоносны, чтобы удовлетворить самых страстных поклонников и даже вызвать сочувствие. Одна из самых слезливых сцен происходит в конце 10 серии, когда Пиротесс умирает на руках у Ашрама. «Маленькие люди» выглядят более благородными и честными, чем великие короли и маги: те, кто в былые дни сражался за торжество света, теперь поглощены тьмой. Музыка чарующая, особенно начальная и конечная темы. Яркий дизайн в средневековом стиле, сильные персонажи, сюжетные повороты, эффектный видеоряд опенинга от Ринтаро привлекали зрителей. Хотя это не первое боевое фэнтези в аниме (Aura Battler Dunbine опередил на 7 лет), Лодосс уникален тем, что вдохновлён настольной ролевой игрой. Эволюция мира драконов, мечей и постоянных войн продолжилась в The Vision of Escaflowne.
THEM Anime оценил на 4 из 5 звёзд. Анимация и художественное исполнение хорошие, за исключением некоторых повторяющихся и раздражающих кадров, часто использовавшихся в боевых сценах. Саундтрек в основном делает своё дело. Сюжет пытается выйти за рамки «шесть героев вместе решают спасти мир». Поскольку речь идёт о войне и смерти, аниме не подходит для детей. Недостаток в том, что финал является поспешным для экономии бюджета, однако это гораздо приятнее дешёвой компьютерной графики в более современных выпусках. Рекомендуются к просмотру: Crest of the Stars, The Heroic Legend of Arslan, «Двенадцать королевств», «Берсерк», Moribito: Guardian of the Spirit, Utawarerumono.
Вышедшие позднее фильм и OVA Legend of Crystania (1995–1996) Рютаро Накамуры оказались неудовлетворительными. Многообещающая концепция сведена к нулю низким бюджетом, ужасной анимацией и монтажом, плохим английским дубляжем и издателем ADV Films. Действие происходит через 300 лет после оригинала и содержит персонажей — Ашрама и Пиротесс, которые уже мертвы. Запутанный сюжет трудно разгадать. THEM Anime дал всего одну звезду из пяти и присвоил жанр «фэнтези эпический (провал)».
Франшиза ненадолго вернулась в 1998 году с выходом компиляции Welcome to Lodoss Island! и сериала Record of Lodoss War: Chronicles of the Heroic Knight. Проблемой стало изменение дизайна героев, ни один из актёров озвучивания первой OVA не вернулся к своей роли, качество анимации снизилось, нарушена непрерывность сюжетной линии. Во время анимационного бума после «Евангелиона», продюсеры отчаянно искали возможности для расширения вселенной. Действие происходит через 5 лет с конца оригинальной OVA, здесь присутствует ряд бывших второстепенных персонажей в главных ролях. В 8 серии убили Орсона, а Парн уступил место молодому поколению в лице Спарка. Дидлит всё ещё не уверена в отношениях после стольких лет совместного приключения. Несмотря на хорошее начало и открывающую песню, Chronicles of the Heroic Knight содержит все недостатки предшественника, с низким бюджетом и без каких-либо серьёзных достоинств. Поэтому он занимает 39 место в рейтинге 60 аниме 1990-х годов, которым нужен ремейк.
В обзоре к 20-летию первой OVA журнал The Escapist подчеркнул, что до появления «Клеймора», Scrapped Princess, «Волчицы и пряностей» у поклонников аниме была Record of Lodoss War, как до Dragon Age: Origins игроки погружались в мир рыцарей и эльфов через Dungeons & Dragons. Хотя сериал давно вышел из моды, он способен превзойти последователей. Парн начинает свой путь неопытным, что типично для главного героя в ролевой игре. История очень созвучна Толкину и большинству приёмов средневекового фэнтези, что является проблемой. Есть много персонажей, за которыми нужно следить. Большинство боевых сцен не настолько хороши. Темп замедляется, поскольку политика, стоящая за войной, пытается показать каждую сторону в положительном свете, хотя в конечном итоге всё сводится к тому, что «герои поступают правильно, а те, кто против, проиграют». Это может отвернуть зрителей, не интересующихся жанром. Record of Lodoss War определённо заслуживает быть аниме старой школы. Внимание уделяется сюжету и развитию персонажей, а не товарам. Драматический и мелодичный саундтрек привнёс искренние эмоции, а не танцевальную программу, которую фанаты используют во время собраний. По крайней мере, это ещё один урок истории.
CBR в связи с 30-летием отметил важный этап, непреходящее наследие и вдохновение других произведений аниме и культуры. Это был стандарт западного фэнтези в Японии в стиле «Властелина колец» и мире Dungeons & Dragons. В начале 1980-х годов Рё Мидзуно наряду с учёбой и настольными играми (RuneQuest и другие) проходил на Apple II у своего друга Хитоси Ясуды Wizardry: Proving Grounds of the Mad Overlord. В 1986 году он начал публиковать заметки в журнале Comptiq и оказался в числе учредителей компании Group SNE, разработавшей Sword World RPG. Этому способствовал интерес к успешно стартовавшим сериям Dragon Quest, The Legend of Zelda и Final Fantasy. В 1988 году дело дошло до выпуска известного романа, заслужившего популярность у читателей. Record of Lodoss War предложил достойную альтернативу: OVA 1990 года стала хитом и появилась в США благодаря блоку «Субботнее аниме» на Sci-Fi Channel. Дидлит, возможно, самая яркая в серии, превратилась в шаблон изображения аниме-эльфов от «Берсерка» до Queen's Blade. 1990-е годы показали несколько серьёзных фэнтезийных сериалов, а также комедий вроде Sorcerer Hunters и Those Who Hunt Elves. К 2015 году было продано более 10 миллионов экземпляров Record of Lodoss War и Sword World. Мидзуно успел поработать над Record of Grancrest War, а в 2018 году вернулся в мир Лодосса, который вызывает ностальгию и одобрение. Популярный американский сериал Critical Role использует ключевые правила D&D и даже следует образцу, установленному Lodoss.
В 2018 году Ютака Идзубути в беседе с Сигэнори Соэдзимой подтвердил, что визуальный ряд Лодосса взят из иллюстраций британского фэнтези, в частности, Алана Ли и Брайана Фрауда: «Замки», «Феи. Энциклопедия».  Кроме того, из рисунков Артура Рэкема к «Алисе в Стране чудес» и «Питеру Пэну в Кенсингтонском саду». С другой стороны, сильные герои позаимствованы у Фрэнка Фразетты. Вудчак происходит из UFO Warrior Dai Apolon. А женщины по-европейски выглядят стройными и элегантными, как в Space Battleship Yamato. Ещё влияние оказали аниме «Принц Севера», фильмы «Экскалибур» и «Тёмный кристалл». Литература: «Властелин колец», легенды о короле Артуре, Конан, «Сага об Элрике», манга Umi no Triton. Таким образом, он реализовал концепцию, которую не смог закончить в Dunbine, где был дизайнером мех. Броня доспехов чем-то похожа на роботов. Интерес вызывала военная одежда со средневековыми фамильными гербами и узорами. К экранизации OVA Идзубути подошёл с чувством. Дидлит сосуществует с природой, поэтому автор выбрал зелёный цвет. Длинные уши напоминают Киру из «Тёмного кристалла» — новый образ эльфа не создавался. Пиротесс дебютировала в аниме, поскольку Нобутэру Юки хотелось больше женских персонажей, а потом и в романе Мидзуно, которому тоже понравилось. После этого все тёмные эльфы появлялись в других работах с коричневой кожей и белыми волосами.
Рё Мидзуно в интервью того же года объяснил, что ему нравится рассказывать о том, как в экстремальных ситуациях, на войне, люди доводят себя до предела умственных и физических возможностей, чтобы отстаивать принципы и достигать своих целей. Большинство войн происходит по более фундаментальным причинам, но в художественной литературе история действительно оживает, когда персонажи решают разногласия, только столкнувшись на поле битвы. «На самом деле я не задумываюсь о том, кто прав, а кто нет. Я считаю, что это те истории, которые особенно необходимо писать в мирное время». То, что сделала Карла, — это ценностный релятивизм. Одна из причин, когда Лодосс был принят японцами, заключалась в том, что он демонстрировал неопределённость, а не западные представления о добре и зле. С другой стороны, именно Парн не согласен с «Серой ведьмой», утверждающей баланс сил. И он не хотел стать королём. Абсолютной справедливости нет. Образ жизни человека отделён от закона и религии. Record of Grancrest War создана для адаптации в настольных ролевых играх, чтобы легко связать её с другими мирами, включая Лодосс. Мидзуно часто перечитывает «Властелин колец» и «Дюну», всегда ценит и получает удовольствие от того, как много деталей туда было вложено.